# Сатево (муниципалитет)
Сатево́ (исп. Satevó) — муниципалитет в Мексике, штат Чиуауа с административным центром в посёлке Сан-Франсиско-Хавьер-де-Сатево. Численность населения, по данным переписи 2010 года, составила 3662 человека.

## Общие сведения
Название Satevó дано в честь Франсиско Хавьера де Сатево.
Площадь муниципалитета равна 3557 км², что составляет 1,44 % от общей площади штата, а наивысшая точка — 1666 метров, расположена в поселении Ранчо-Вьехо.
Он граничит с другими муниципалитетами штата Чиуауа: на севере с Санта-Исабель, Чиуауа и Росалесом, на востоке с Саусильо, на юго-востоке с Валье-де-Сарагосой, на юге с Росарио, на юго-западе с Ноноавой, на западе с Сан-Франсиско-де-Борхой и Доктор-Белисарио-Домингесом.

## Учреждение и состав
Муниципалитет был образован в 1911 году, в его состав входит 83 населённых пункта, самые крупные из которых:
| Код INEGI                  | Населённый пункт | Численность населения (2005 год) | Численность населения (2010 год) |
| -------------------------- | --- | -------------------------------- | -------------------------------- |
| 061                        | Всего | 3856                             | 3662                             |
| 0001                       | Сан-Франсиско-Хавьер-де-Сатево (исп. San Francisco Javier de Satevó) 27°57′15″ с. ш. 106°06′23″ з. д. (административный центр) | 450                              | 445                              |
| 0073                       | Сан-Хосе-дель-Ситио (исп. San José del Sitio) 27°31′16″ с. ш. 106°15′54″ з. д.                                                 | 214                              | 264                              |
| 0033                       | Ла-Хоя (исп. La Joya) 28°04′52″ с. ш. 106°16′07″ з. д.                                                                         | 237                              | 263                              |
| 0072                       | Сан-Хосе-де-Эрнандес (исп. San José de Hernández) 28°02′07″ с. ш. 106°08′47″ з. д.                                             | 166                              | 202                              |
| 0027                       | Чамисаль (исп. El Chamizal) 28°01′39″ с. ш. 106°11′36″ з. д.                                                                   | 244                              | 193                              |
| 0042                       | Мендосеньо (исп. Mendoceño) 27°55′50″ с. ш. 106°01′51″ з. д.                                                                   | 171                              | 180                              |
| 0007                       | Бабонояба (исп. Babonoyaba) 28°03′24″ с. ш. 106°09′33″ з. д.                                                                   | 155                              | 175                              |
| —                          | Прочие | 2219                             | 1940                             |
| Названия на карте Генштаба | |                                  |                                  |

## Экономика
По статистическим данным 2000 года, работоспособное население занято по секторам экономики в следующих пропорциях:
- сельское хозяйство и рыболовство — 57,7 %;
- производство и строительство — 23,5 %;
- торговля, сферы услуг и туризма — 15,8 %;
- безработные — 3 %.

## Инфраструктура
По статистическим данным 2010 года, инфраструктура развита следующим образом:
- электрификация: 96,7 %;
- водоснабжение: 97,9 %;
- водоотведение: 91,7 %.

## Достопримечательности
- Церковь Святого Франциска Ксаверия в муниципальном центре, построенная в 1640 году.
- Церковь Апостола Иакова в Бабоноябе.
- Церковь Святого Антонио в Сан-Антонио-де-лос-Чакон[3].